# Benque-Dessous-et-Dessus
Benque-Dessous-et-Dessus es una comuna francesa situada en el departamento de Alto Garona, en la región de Occitania.

## Demografía
| 54 | 55 | 33 | 32 | 33 | 19 | 29 |
| Para los censos de 1962 a 1999 la población legal corresponde a la población sin duplicidades (Fuente: INSEE [Consultar]) |    |    |    |    |    |    |